# Grammy Awards
Die Grammy Awards (kurz Grammys; Eigenschreibweise „GRAMMY Awards“) sind Musikpreise, die seit 1959 von der Recording Academy in Los Angeles jährlich in zurzeit 94 Kategorien an Künstler wie Sänger, Komponisten, Musiker sowie Produktionsleiter und die Tontechnik verliehen werden. Am 2. Februar 2025 fand die 67. Grammy-Verleihung statt.
Der Preis gilt auf dem Gebiet der Musik als die höchste internationale Auszeichnung für Künstler und Aufnahmeteams. Er ist in seiner Bedeutung vergleichbar mit dem Oscar in der Filmindustrie. Die zugehörige Trophäe ist eine Grammophonskulptur in goldglänzendem Design.
Für eine Auszeichnung kommen jeweils Veröffentlichungen vom Oktober des vorletzten Jahres bis einschließlich September des Vorjahres in Frage. Wurde also ein Album im Oktober 2002 veröffentlicht, konnte es nicht den Grammy im Jahre 2003, sondern erst 2004 erhalten. In jeder Kategorie werden von einer Jury jeweils fünf Kandidaten nominiert, bei Stimmengleichheit können sich auch mehr oder weniger Kandidaten ergeben. Im Januar werden die Nominierungslisten veröffentlicht. Die endgültigen Preisträger werden erst bei der offiziellen Verleihungszeremonie Anfang Februar bekanntgegeben.

## Einreichungsprozess und Auswahl der Nominierten
Es können alle Medienunternehmen, die bei der Recording Academy registriert sind, Aufnahmen einreichen, ebenso dort gemeldete einzelne Künstler und andere in der Musikindustrie tätige Fachleute, die bestimmte Kriterien erfüllen. Die Einreichungen erfolgen online, daneben muss eine physische Kopie (in der Regel eine CD) an die NARAS gesandt werden. Sobald eine Aufnahme eingereicht wurde, werden Überprüfungssitzungen durchgeführt, an denen mehr als 150 Experten aus der Musikindustrie teilnehmen, um festzustellen, ob die Arbeit in die richtige Kategorie eingereicht wurde. Die sich daraus ergebenden Listen berechtigter Einträge werden an die stimmberechtigten Mitglieder verteilt, von denen jeder für die Nominierung in den allgemeinen Bereichen (Aufnahme des Jahres, Album des Jahres, Song des Jahres und bester neuer Künstler) stimmen kann, aber nicht mehr als neun Felder von den insgesamt 30 auf seinem Stimmzettel ankreuzen darf.
Die fünf Aufnahmen, die in jeder Kategorie die meisten Stimmen erhalten, werden nominiert. Bei einigen Spezialkategorien gibt es extra Bewertungsausschüsse, die die endgültigen fünf Nominierten bestimmen. Während die Mitglieder der Academy of Motion Picture Arts and Sciences – die die Oscars vergeben – in der Regel zu Vorführungen eingeladen werden oder DVD der oscar-nominierten Filme erhalten, erhalten NARAS-Mitglieder keine nominierten Aufnahmen. Stattdessen erhalten sie Zugriff auf eine private Online-Hörfunktion.

## Schlussabstimmung
Nachdem die Nominierungen abgeschlossen sind, werden die Stimmzettel für die endgültige Wahl der Preisträger an die stimmberechtigten Mitglieder der NARAS versandt, die wieder in den allgemeinen Bereichen nicht mehr als 9 der 30 Felder ankreuzen dürfen. Die Mitglieder werden dabei gebeten, nur in ihren jeweiligen Fachgebieten abzustimmen. Die Abstimmung ist geheim und wird von der unabhängigen Wirtschaftsprüfungsgesellschaft Deloitte überwacht. Nach der Auszählung der Stimmen werden die Gewinner der Grammy Awards bekannt gegeben. Die Aufnahme mit den meisten Stimmen in einer Kategorie gewinnt, diejenigen, die nicht gewinnen, erhalten eine Medaille für ihre Nominierung.
In beiden Auswahlrunden dürfen die Academy-Mitglieder nur auf der Grundlage von Qualitätskriterien abstimmen. Sie dürfen sich nicht durch Verkaufszahlen, Charts-Erfolge, persönliche Freundschaften, regionale Präferenzen oder die Treue zu einer bestimmten Firma beeinflussen lassen. Die Annahme von Geschenken ist untersagt. Die Mitglieder werden aufgefordert, so zu wählen, dass die Integrität der Akademie und ihrer Mitgliedergemeinschaft gewahrt bleibt. Die registrierten Medienunternehmen können zwar Beiträge einreichen, dürfen jedoch an keiner der beiden Abstimmungen teilnehmen.

## Ablauf der Show
2013 gab es Grammys in 81 Kategorien. 70 Preisträger wurden bereits nachmittags in Los Angeles in schneller Abfolge in einer so genannten Pre-Telecast Ceremony bekanntgegeben. Diese wurde im Internet live übertragen. Hier sind meist nicht alle Nominierten anwesend, so dass Vertreter der Recording Academy stellvertretend einige der Preise entgegennehmen.
Die aufwändige dreistündige Fernsehshow am Abend beschränkt sich auf die Hauptkategorien. Hier treten einige der nominierten Künstler auf sowie Superstars der Popindustrie, die weder unter den Nominierten noch unter den Preisträgern sind. Die Grammys der einzelnen Kategorien werden jeweils von unterschiedlichen Prominentenpaaren verkündet und überreicht.

## Weitere Auszeichnungen
Neben diesen Hauptpreisen für Aufnahmen und Werke eines bestimmten Jahres gibt es mehrere allgemeine persönliche Preise, der bekannteste ist der Lifetime Achievement Award, die Auszeichnung für das Lebenswerk. Zudem gibt es den Grammy Trustees Award, den Technical Grammy Award, den Grammy Legend Award und den MusiCares Person of the Year Award. 1973 wurde außerdem die Grammy Hall of Fame eingerichtet. Seitdem werden dort Lieder und Alben aufgenommen, die mindestens 25 Jahre alt sind und eine besondere qualitative oder historische Bedeutung haben. Seit 2000 gibt es mit dem Latin Grammy eine ähnliche Auszeichnung speziell für den Bereich der lateinamerikanischen Musik.

## Rekorde
Die meisten Grammys für einen Einzelkünstler erhielt die US-amerikanische Sängerin Beyoncé mit insgesamt 35 Auszeichnungen. Bereits bei der Verleihung 2023 brach sie den vorherigen Rekord des klassischen Dirigenten Georg Solti, der 31 Grammys erhielt, einschließlich eines Lifetime Achievement Award sowie sechs weiterer für Tontechniker und einen für einen Solisten in seinen Aufnahmen. Da über 20 dieser Grammys für seine Aufnahmen mit dem Chicago Symphony Orchestra vergeben wurden, ist dieses die musikalische Gruppierung mit den meisten Grammys, derzeit 60 (Stand: einschließlich 2010). Die Band mit den meisten Grammys ist U2; sie erhielten die Trophäe 22-mal.
Michael Jackson hält mit acht Grammygewinnen bei zwölf Nominierungen 1984 sowohl den Rekord der meisten Auszeichnungen als auch der meisten Nominierungen bei einer einzelnen Veranstaltung. Eric Clapton erhielt 1993 sechs Grammys für sein Album Unplugged, die Ballade Tears in Heaven und für die akustische Version seines Hits Layla. Carlos Santana erhielt 2000 ebenfalls acht Grammys bei zehn Nominierungen. Die US-Rockband Toto brachte es 1983 auf sechs Grammys und war damit genauso erfolgreich wie Beyoncé 2010, die in diesem Jahr zehn Mal nominiert worden war. Diesen Spitzenplatz teilt sie sich mit Lauryn Hill, der das 1999 gelang. Adele wurde 2012 sechs Mal nominiert und gewann alle Nominierungen. 2020 gewann die damals 18-jährige Billie Eilish fünf Grammys – darunter alle vier Hauptkategorien – bei sechs Nominierungen.

## Grammy-Preisträger aus deutschsprachigen Staaten
Die folgenden Listen beinhalten Preisträger des Grammy Awards aus Deutschland, Österreich und der Schweiz. Sie listen das Jahr der Verleihung, den Künstler, die Kategorie und das ausgezeichnete Werk auf. Die Zahl in Klammer hinter den Künstlern steht für die Anzahl der Auszeichnungen, die der jeweilige Künstler verliehen bekam.

### Deutschland
1990 gewannen Milli Vanilli einen Grammy in der Kategorie Best New Artist. Die Verleihungen wurden aufgrund des Skandals um das Duo jedoch widerrufen.
| Jahr | Künstler                                     | Kategorie                                                        | Werk                                                                     |
| ---- | -------------------------------------------- | ---------------------------------------------------------------- | ------------------------------------------------------------------------ |
| 1963 | Otto Klemperer                               | Best Classical Performance – Choral Other Than Opera             | Bach: Matthäus-Passion                                                   |
| 1966 | Orchester der Deutschen Oper                 | Best Opera Recording                                             | Berg: Wozzeck                                                            |
| 1966 | Dietrich Fischer-Dieskau                     | Best Opera Recording                                             | Berg: Wozzeck                                                            |
| 1966 | Fritz Wunderlich                             | Best Opera Recording                                             | Berg: Wozzeck                                                            |
| 1967 | Klaus Voormann                               | Best Album Cover, Graphic Arts                                   | Revolver (The Beatles)                                                   |
| 1970 | Dietrich Fischer-Dieskau (2)                 | Best Classical Vocal Soloist Performance                         | Schubert: Lieder                                                         |
| 1972 | Dietrich Fischer-Dieskau (3)                 | Best Classical Vocal Soloist Performance                         | Brahms: Die Schöne Magelone                                              |
| 1973 | Klaus Voormann (2)                           | Album of the Year                                                | The Concert for Bangla Desh                                              |
| 1975 | Ulf Hoelscher                                | Best Album Notes – Classical                                     | The Classic Erich Wolfgang Korngold                                      |
| 1976 | Silver Convention                            | Best R&B Instrumental Performance                                | Fly, Robin, Fly                                                          |
| 1977 | Dietrich Fischer-Dieskau (4)                 | Best Classical Album                                             | Concert of the Century                                                   |
| 1977 | Günther Breest                               | Best Classical Orchestral Performance                            | Mahler: Symphony No. 9                                                   |
| 1979 | Berliner Philharmoniker                      | Best Classical Orchestral Performance                            | Beethoven: Sinfonien 1-9 (Gesamtaufnahme)                                |
| 1980 | Claus Ogerman                                | Best Instrumental Arrangement                                    | Soulful Strut (George Benson)                                            |
| 1980 | Toni Blankenheim                             | Best Opera Recording                                             | Berg: Lulu                                                               |
| 1980 | Günther Breest (2)                           | Best Opera Recording                                             | Berg: Lulu                                                               |
| 1980 | Günther Breest (3)                           | Best Classical Album                                             | Berg: Lulu                                                               |
| 1980 | Michael Horwath                              | Best Opera Recording                                             | Berg: Lulu                                                               |
| 1980 | Hanna Schwarz                                | Best Opera Recording                                             | Berg: Lulu                                                               |
| 1980 | Karl-August Naegler                          | Best Engineered Recording, Classical                             | Berg: Lulu                                                               |
| 1986 | Harold Faltermeyer                           | Best Score Soundtrack for Visual Media                           | Beverly Hills Cop (O.S.T.)                                               |
| 1988 | Dietrich Fischer-Dieskau (5)                 | Best Opera Recording                                             | Wagner: Lohengrin                                                        |
| 1989 | Wolf Erichson                                | Best Classical Album                                             | Bartók: 6 String Quartets                                                |
| 1993 | Karl-August Naegler (2)                      | Best Classical Album                                             | Bartók: The Wooden Prince & Cantata Profana                              |
| 1994 | Karl-August Naegler (3)                      | Best Classical Album                                             | Bartók: Concerto For Orchestra; Four Orchestral Pieces, Op. 12           |
| 1994 | Anne-Sophie Mutter                           | Best Classical Performance-Instrumental Soloist (with Orchestra) | Berg: Violinkonzert / Rihm: Time Chant                                   |
| 1994 | Hans Zimmer                                  | Best Instrumental Arrangement with Accompanying Vocals           | Der König der Löwen (O.S.T.)                                             |
| 1994 | Hans Zimmer (2)                              | Best Musical Album for Children                                  | Der König der Löwen (O.S.T.)                                             |
| 1994 | Martin Sauer                                 | Best Opera Recording                                             | Floyd: Susannah                                                          |
| 1995 | Hansjörg Schellenberger                      | Best Chamber Music Performance                                   | Beethoven/Mozart: Quintets (Chicago-Berlin)                              |
| 1995 | Karl-August Naegler (4)                      | Best Classical Album                                             | Debussy: La Mer; Nocturnes; Jeux                                         |
| 1995 | Martin Sauer (2)                             | Best Spoken Word Album For Children                              | Prokofiev: Peter and the Wolf                                            |
| 1996 | Hans Zimmer (3)                              | Best Score Soundtrack for Visual Media                           | Crimson Tide – In tiefster Gefahr (O.S.T.)                               |
| 1998 | Karl-August Naegler (5)                      | Best Opera Recording                                             | Bartók: Bluebeard's Castle                                               |
| 1998 | René Pape                                    | Best Opera Recording                                             | Wagner: Die Meistersinger von Nürnberg                                   |
| 2000 | Berliner Philharmoniker (2)                  | Best Classical Vocal Performance                                 | Mahler: Des Knaben Wunderhorn                                            |
| 2000 | Anne-Sophie Mutter (2)                       | Best Chamber Music Performance                                   | Beethoven: Violinsonaten                                                 |
| 2000 | Dietrich Fischer-Dieskau (6)                 | Best Opera Recording                                             | Busoni: Doktor Faust                                                     |
| 2000 | Martin Sauer (3)                             | Best Opera Recording                                             | Busoni: Doktor Faust                                                     |
| 2000 | Thomas Quasthoff                             | Best Classical Vocal Performance                                 | Mahler: Des Knaben Wunderhorn                                            |
| 2001 | Berliner Philharmoniker (3)                  | Best Orchestral Performance                                      | Mahler: Symphonie Nr. 10                                                 |
| 2001 | Karl-August Naegler (6)                      | Best Orchestral Performance                                      | Boulez Conducts Varèse – Amériques, Arcana, Déserts & Ionisation         |
| 2001 | Philipp Nedel                                | Best Small Ensemble Performance                                  | Raskatov, Silvestrov & Schnittke; After Mozart                           |
| 2001 | Helmuth Rilling                              | Best Choral Performance                                          | Credo                                                                    |
| 2001 | Martin Sauer (4)                             | Best Choral Performance                                          | Bach: Matthäus-Passion                                                   |
| 2001 | Manfred Eicher                               | Producer of the Year, Classical                                  |                                                                          |
| 2003 | René Pape (2)                                | Best Opera Recording                                             | Wagner: Tannhäuser                                                       |
| 2004 | Thomas Quasthoff (2)                         | Best Classical Vocal Performance                                 | Schubert: Lieder mit Orchester                                           |
| 2004 | Martin Sauer (5)                             | Best Opera Recording                                             | Mozart: Le Nozze di Figaro                                               |
| 2005 | Anne-Sophie Mutter (3)                       | Best Instrumental Soloist(s) Performance with Orchestra          | Bernstein: Serenade                                                      |
| 2006 | Valérie Gross                                | Best Opera Recording                                             | Golijov: Ainadamar („Fountain of Tears“)                                 |
| 2006 | Thomas Quasthoff (3)                         | Best Classical Vocal Performance                                 | Bach: Bach-Kantaten                                                      |
| 2006 | Symphonieorchester des Bayerischen Rundfunks | Best Orchestral Performance                                      | Schostakowitsch: Symphonie Nr. 13                                        |
| 2007 | Philipp Nedel (2)                            | Best Small Ensemble Performance                                  | Stravinsky: Apollo, Concerto in D; Prokofiev: 20 Visions fugitives       |
| 2008 | Berliner Philharmoniker (4)                  | Best Choral Performance                                          | Brahms: Ein deutsches Requiem                                            |
| 2008 | Rundfunkchor Berlin                          | Best Choral Performance                                          | Brahms: Ein deutsches Requiem                                            |
| 2009 | Hans Zimmer (4)                              | Best Score Soundtrack for Visual Media                           | The Dark Knight (O.S.T.)                                                 |
| 2010 | Claus Ogerman (2)                            | Best Instrumental Arrangement Accompanying Vocalist(s)           | Quiet Nights (Diana Krall)                                               |
| 2011 | Deutsches Symphonie-Orchester Berlin         | Best Opera Recording                                             | L’amour de loin                                                          |
| 2011 | Rundfunkchor Berlin (2)                      | Best Opera Recording                                             | L’amour de loin                                                          |
| 2012 | Manfred Eicher (2)                           | Best Classical Instrumental Solo                                 | Kurtág & Ligeti: Music For Viola                                         |
| 2013 | Manfred Eicher (3)                           | Best Choral Performance                                          | Arvo Pärt: Adam's Lament                                                 |
| 2014 | Christoph Eschenbach                         | Best Classical Compendium                                        | Hindemith: Violinkonzert – Symphonic Metamorphosis – Konzertmusik op. 50 |
| 2014 | NDR Sinfonieorchester                        | Best Classical Compendium                                        | Hindemith: Violinkonzert – Symphonic Metamorphosis – Konzertmusik op. 50 |
| 2014 | Anton Zaslavski (Zedd)                       | Best Dance Recording                                             | Clarity                                                                  |
| 2015 | Renate Wolter-Seevers                        | Best Opera Recording                                             | Charpentier: La descente d’Orphée aux enfers                             |
| 2016 | Augustin Hadelich                            | Best Classical Instrumental Solo                                 | Dutilleux: Violin concerto, l’arbre des songes                           |
| 2017 | Dorothea Röschmann (3)                       | Best Classical Solo Vocal Album                                  | Schumann & Berg (Klavierbegleitung: Mitsuko Uchida)                      |
| 2018 | Martin Kistner                               | Best Historical Album                                            | Leonard Bernstein – The Composer                                         |
| 2018 | Kraftwerk                                    | Best Dance/Electronic Album                                      | 3-D The Catalogue                                                        |
| 2018 | Robert Russ                                  | Best Historical Album                                            | Leonard Bernstein – The Composer                                         |
| 2018 | Anne Schwanewilms                            | Best Opera Recording                                             | Berg: Wozzeck                                                            |
| 2018 | Roman Trekel                                 | Best Opera Recording                                             | Berg: Wozzeck                                                            |
| 2020 | NDR Bigband                                  | Best Improvised Jazz Solo                                        | Sozinho                                                                  |
| 2023 | Purple Disco Machine                         | Best Remixed Recording, Non-Classical                            | About Damn Time (Purple Disco Machine Remix) (Lizzo)                     |
| 2023 | Kim Petras                                   | Best Pop Duo/Group Performance                                   | Unholy                                                                   |
| 2023 | SWR Big Band                                 | Best Arrangement, Instrumental or A Cappella                     | Scrapple from the Apple                                                  |
| 2024 | David Hein (Dramakid)                        | Best Contemporary Christian Music Performance/Song               | Lecrae & Tasha Cobbs Leonard – Your Power                                |
| 2025 | Hans Zimmer (5)                              | Best Score Soundtrack for Visual Media                           | Dune: Part Two (O.S.T.)                                                  |

### Österreich
| Jahr | Künstler                | Kategorie                                              | Werk                                                              |
| ---- | ----------------------- | ------------------------------------------------------ | ----------------------------------------------------------------- |
| 1979 | Julius Rudel            | Best Opera Recording                                   | Lehár: „Die lustige Witwe“                                        |
| 1979 | Herbert von Karajan     | Best Classical Orchestral Performance                  | Beethoven: Sinfonien 1-9 (Gesamtaufnahme)                         |
| 1981 | Franz Mazura            | Best Opera Recording                                   | Berg: Lulu                                                        |
| 1986 | Franz Mazura (2)        | Best Opera Recording                                   | Schoenberg: Moses und Aron                                        |
| 1999 | Club 69                 | Grammy Award for Best Remixed Recording, Non-Classical | Believe (Cher)                                                    |
| 2002 | Arnold Schoenberg Chor  | Best Choral Performance                                | Bach: Matthäus-Passion                                            |
| 2002 | Concentus Musicus Wien  | Best Choral Performance                                | Bach: Matthäus-Passion                                            |
| 2002 | Nikolaus Harnoncourt    | Best Choral Performance                                | Bach: Matthäus-Passion                                            |
| 2002 | Wiener Sängerknaben     | Best Choral Performance                                | Bach: Matthäus-Passion                                            |
| 2005 | Angelika Kirchschlager  | Best Opera Recording                                   | Mozart: Le nozze di Figaro                                        |
| 2005 | Stefan Sagmeister       | Best Boxed or Special Limited Edition Package          | Once in a Lifetime (Talking Heads)                                |
| 2010 | AKG Acoustics           | Technical Grammy Award                                 | —                                                                 |
| 2010 | Stefan Sagmeister (2)   | Best Recording Package                                 | Everything That Happens Will Happen Today (David Byrne/Brian Eno) |
| 2010 | Joe Zawinul             | Best Contemporary Jazz Album                           | 75                                                                |
| 2018 | Hans Graf               | Best Opera Recording                                   | Berg: Wozzeck                                                     |
| 2018 | Manfred Honeck          | Best Orchestral Performance                            | Schostakowitsch: 5. Sinfonie; Barber: Adagio                      |
| 2018 | Patricia Kopatchinskaja | Best Chamber Music/Small Ensemble Performance          | Death and the Maiden                                              |
| 2025 | Manfred Honeck (2)      | Best Engineered Album, Classical                       | Bruckner: Symphony No. 7                                          |

### Schweiz
| Jahr | Künstler             | Kategorie            | Werk                   |
| ---- | -------------------- | -------------------- | ---------------------- |
| 1978 | Yehudi Menuhin       | Best Classical Album | Concert of the Century |
| 1987 | Andreas Vollenweider | Best New Age Album   | Down to the Moon       |

## Mitglieder derHall of Fameaus deutschsprachigen Staaten
- 2010 –  André Previn
- 2014 –  Kraftwerk